# Seigneurie de Besmedin
 (mai 2025).
c. 1220 – 1289
La seigneurie de Besmedin est un des fiefs du comté de Tripoli.

## Histoire
L'endroit est appelé Bishmizzine par les autochtones mais les Francs ont déformé ce nom en Besmedin au début du XIIIe siècle. Il est situé sur la route entre Boutron et Tripoli, dans l'actuel Liban.
À partir de 1220, lorsque les croisés ont très probablement construit un château ou un manoir fortifié, Besmedin devient le siège d'une seigneurie, vassale du comté de Tripoli, et qui est attribuée à un chevalier prénommé Hugues, issu d'une branche cadette de la famille Embriaco dont la branche aînée est seigneur du Gibelet.
En 1289, lorsque Tripoli a été conquis par les Mamelouks, les croisés ont également perdu Besmedin. 
De nos jours, il ne reste aucune trace de cette période.

## Liste des seigneurs
- Hugues de Besmedin (c. 1220 - après 1229)
- Raymond de Besmedin (vers 1253)
- Henri de Besmedin (jusqu'en 1289)